# Cáñar
Cáñar es una localidad y municipio español situado en la parte noroccidental de la comarca de la Alpujarra Granadina, en la provincia de Granada, comunidad autónoma de Andalucía. Limita con los municipios de Órgiva, Carataunas, Soportújar, Pampaneira, Bubión y Lanjarón. Por su término discurren los ríos Chico y Sucio.
El municipio cañarete comprende únicamente el núcleo de población de Cáñar —capital municipal— y varios diseminados. La mayor parte de su término lo ocupa el Parque Nacional y Natural de Sierra Nevada.

## Historia
En el municipio de Cáñar, en un lugar conocido como la alquería de Fex, fue hecho prisionero Farax Aben Farax, uno de los lugartenientes de Abén Humeya; éste, en venganza, destruyó totalmente el pueblo. Por los servicios prestados en esos acontecimientos, el rey Felipe II concedió a Cáñar el título de villa.

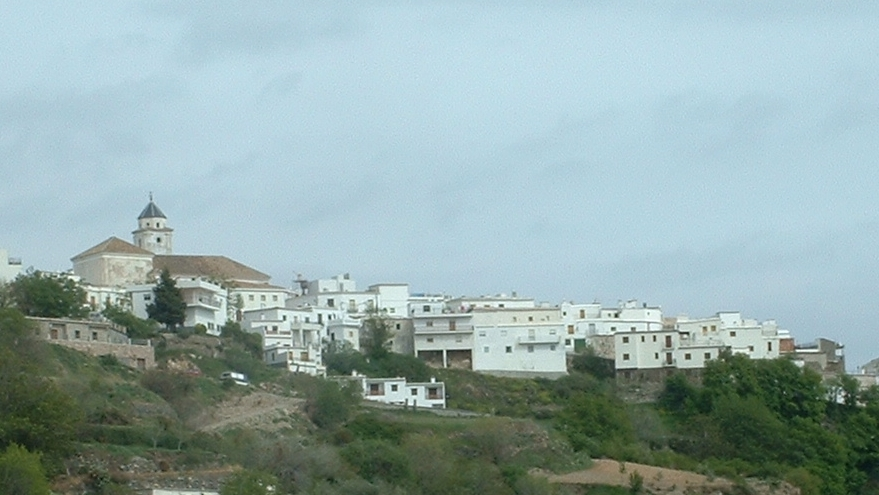
Vista de Cáñar

Los moriscos serían definitivamente expulsados en 1609. Cáñar se fue poblando luego con campesinos procedentes de Galicia, León, Asturias, las Vascongadas y Castilla. En un lugar cercano estuvo el poblado de Barja, destruido por una inundación en el año 1816.
Entre Cáñar y Órgiva se encontraba la comuna hippie más antigua de España, conocida como Beneficio, que fue fundada por dos ingleses procedentes de Ibiza a finales de los años 1970 y clausurada en diciembre de 2023. En la misma llegaron a convivir unas 250 personas.

## Geografía

### Situación
Integrado en la comarca de la Alpujarra Granadina, se encuentra situado a 60 kilómetros de la capital provincial, a 140 de Almería, a 151 de Jaén y a 347 de Murcia. El término municipal está atravesado por la carretera GR-4201, que conecta Cáñar con Órgiva.
| Noroeste: Lanjarón          | Norte: Lanjarón, Bubión, Pampaneira y Soportújar | Nordeste: Soportújar         |
| Oeste: Lanjarón             |                                                  | Este: Soportújar             |
| Suroeste: Lanjarón y Órgiva | Sur: Órgiva                                      | Sureste: Órgiva y Carataunas |

## Demografía
Cáñar cuenta con una población de 389 habitantes (INE 2024).
| Gráfica de evolución demográfica de Cáñar entre 1842 y 2021                                                         |
| |
| Población de derecho según los censos de población del INE Población de hecho según los censos de población del INE |

Según el Instituto Nacional de Estadística de España, en el año 2022 Cáñar contaba con 400 habitantes censados, que se distribuyen de la siguiente manera:
| Unidad poblacional | Hab. |
| ------------------ | ---- |
| Cáñar              | 244  |
| diseminado         | 156  |
| TOTAL              | 400  |

## Símbolos
Cáñar cuenta con un escudo y bandera adoptados oficialmente el 18 de septiembre de 2007.

### Escudo
Su descripción heráldica es la siguiente:

Escudo medio partido y cortado. Primero, de plata (blanco), árbol arrancado de sinople (verde). Segundo, de sinople, fuente de plata. Tercero, de gules, villa de plata; en punta, ondas de azur (azul) y plata. Al timbre, corona real cerrada.

### Bandera
La enseña del municipio tiene la siguiente descripción:

Bandera rectangular de proporciones 2:3, formada por un paño verde con tres franjas horizontales quebradas iguales dos blancas y una azul en el centro de la bandera.

## Administración y política
Los resultados en Cáñar de las últimas elecciones municipales, celebradas en mayo de 2023, son:
| Elecciones Municipales - Cáñar (2023) | Elecciones Municipales - Cáñar (2023)    | Elecciones Municipales - Cáñar (2023) | Elecciones Municipales - Cáñar (2023) | Elecciones Municipales - Cáñar (2023) |
| Partido político                      | Partido político                         | Votos                                 | Votos                                 | Concejales                            |
| ------------------------------------- | ---------------------------------------- | ------------------------------------- | ------------------------------------- | ------------------------------------- |
|                                       | Partido Socialista Obrero Español (PSOE) | 132                                   | 80,48 %                               | 6                                     |
|                                       | Partido Popular (PP)                     | 29                                    | 17,68 %                               | 1                                     |

## Comunicaciones

### Carreteras
La principal vía de comunicación que transcurre por el municipio es:
| Identificador | Denominación      | Itinerario                 |
| ------------- | ----------------- | -------------------------- |
| GR-4201       | De Cañar a A-4132 | Cáñar - Sortes-Abc-Rabiete |

Algunas distancias entre Cáñar y otras ciudades:
| Ciudades | Distancia (km) |
| -------- | -------------- |
| Órgiva   | 8              |
| Granada  | 60             |
| Almería  | 140            |
| Jaén     | 151            |
| Murcia   | 347            |

## Servicios públicos

### Sanidad
El municipio cuenta con un consultorio médico de atención primaria situado en la calle Eras s/n, dependiente del Área de Gestión Sanitaria Sur de Granada. El servicio de urgencias está en el centro de salud de Órgiva y el área hospitalaria de referencia es el Hospital Santa Ana de Motril.

## Cultura

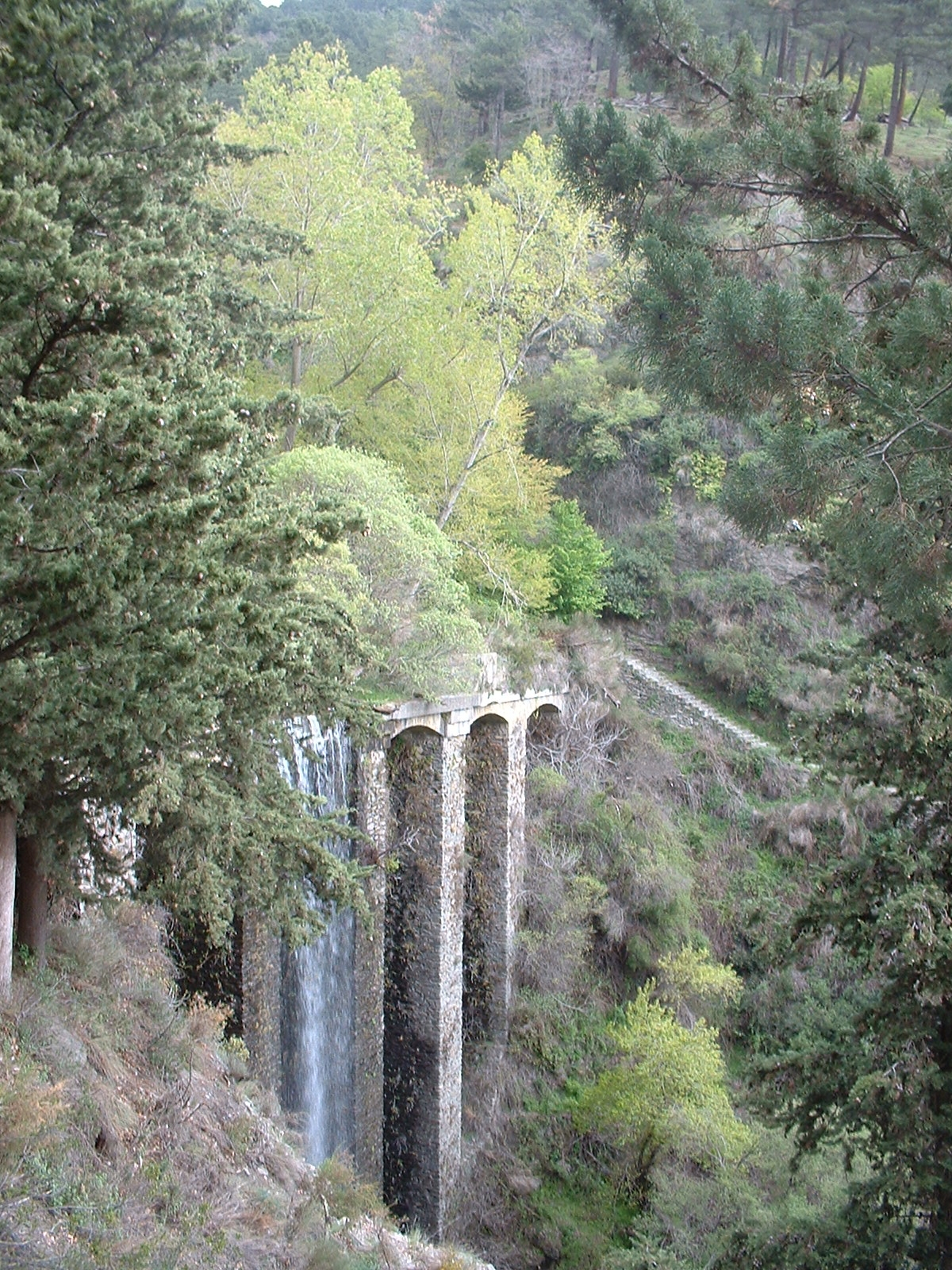
Dique 24, sobre el río Chico, entre Cáñar y Soportújar.

### Fiestas
Sus fiestas populares se celebran cada año los días 24, 25 y 26 de julio en honor a los patrones de la localidad, San Joaquín y Santa Ana, indistintamente de que caigan en fin de semana o no.

#### Entierro de la zorra
El entierro de la zorra se hacía al terminar el carnaval. Todas las jóvenes se vestían de luto y con una caja que llevaban entre cuatro daban la vuelta al pueblo fingiendo que lloraban, y haciendo aspavientos de pena. Es una tradición de muchos pueblos de Granada que se perdió en Cáñar hace años por la falta de organización del ayuntamiento.

#### Semana cultural
La semana cultural se celebra la primera semana de agosto. En ella se realizan diversas actividades organizadas por el ayuntamiento en las que participan todos lugareños y visitantes, como la fiesta de la espuma, las calaillas —guerra de agua con cubos, todos contra todos, en la que también se tira a la gente al pilar—, circuitos de quad, tiro con arco o juegos de mesa.

#### Mauraca
El primer sábado de noviembre tiene lugar la fiesta de la Mauraca, o fiesta de la castaña, para celebrar el día de Todos los Santos. Se hace una barbacoa y castañas asadas para los asistentes.

#### Música de las Mozuelas
La Música de las Mozuelas es una fiesta de tradición muy antigua que tiene lugar cada 28 de diciembre. En otro tiempo consistía en que los jóvenes iban a rondar a las chicas del pueblo por la noche para declararles así su interés por ellas. En la actualidad, los chicos siguen reuniéndose la vigilia del día de los Santos Inocentes para cantar a las chicas del pueblo, que por la mañana se unen a la fiesta.

### Deportes
Cáñar es una de las pocas localidades de la provincia de Granada en las que se juega a la pelota vasca, conocido como "el frontón". Este deporte lo trajeron consigo varias familias vascas que repoblaron el pueblo hace siglos. Se juega en la pared de la iglesia.